# Daphne Agten
Daphne Agten (Heusden-Zolder, 1990) is een Belgische actrice, bekend van haar hoofdrol in de bekroonde speelfilm Holy Rosita en haar deelnames aan het televisieprogramma De Slimste Mens ter Wereld. Ze is naaktmodel, gefascineerd door het menselijk lichaam, zet zich af tegen bodyshaming en ijvert voor zelfbeschikking. Ze is tevens docente aan de Toneelacademie van Maastricht. Zij woont in Hasselt.

## Biografie
Daphne Agten groeide op in Bolderberg, een deelgemeente van Heusden-Zolder. Ze had van jongs af aan de ambitie om actrice te worden en trad op jeugdige leeftijd al regelmatig op de voorgrond en was lid van het jeugdtheater, maar ging op aanraden van haar ouders talen studeren, waarvoor ze ook een voorliefde had. Op haar zestiende jaar volgde ze haar vijfde jaar middelbaar in Rennes, in het kader van een uitwisselingsprogramma. Dit had een bepalende invloed op haar verdere leven, onder andere door het leren omgaan met het gemis, maar ook voor haar streven naar vrijheid en ongebondenheid. Na het beëindigen van haar middelbare studies in Hasselt keerde ze terug naar Rennes om er aan de Université Rennes II Haute-Bretagne Duitse en Engelse taal- en letterkunde te studeren, waar ze in 2013 haar master behaalde. Door het gebrek aan keuzevrijheid voor nieuwe leerkrachten in Frankrijk keerde ze in 2014 terug naar België om taaltrainingen te geven en later in de reclamesector te werken. Ondertussen werd ze regisseur bij het jeugdtheater van Zonhoven. Op haar 27e besloot ze dat de tijd rijp was om haar jeugddroom om actrice te worden te volgen en ging ze halftijds lessen volgen aan de Toneelacademie van Maastricht waar ze in 2020 afstudeerde. Zij kon onmiddellijk starten als regisseur bij Theater Kumulus in Maastricht en is vanaf september 2021 professioneel actrice.
Tijdens haar studies was ze eerst haarmodel en vervolgens naaktmodel als gevolg van haar fascinatie voor het menselijk lichaam, maar tegelijk als statement tegen bodyshaming waarmee zij regelmatig geconfronteerd werd, maar waar zij echter zelf altijd zonder complexen is mee om gegaan. Hoewel zij in wezen strijdt voor zelfbeschikkingsrecht van iedere mens, ongeacht de lichaamsbouw, geslacht, sociale positie of andere kritische kenmerken wordt zij regelmatig gevraagd voor projecten rond body positivity. Zij roept jongeren op om zichzelf te durven zijn. Zij is onder andere model voor de kunstfotografe Frieke Janssens.
In 2022 vertolkte Agten de rol van de mythische held Gilgamesh in de gelijknamige toneelvoorstelling. Na enkele kleine bijrollen, kreeg ze in 2023 de hoofdrol in de Belgische langspeelfilm Holy Rosita, geregisseerd door Wannes Destoop. Ze vertolkte de rol van Rosita, een rol die paste in haar strijd voor zelfbeschikkingsrecht. De film won op 30 november 2024 de prijs voor "Beste Film" op het internationale filmfestival van Turijn. De jury was bijzonder lovend over de acteerprestatie van Agten en omschreef die als "memorabile".
In 2024 nam Agten deel aan de televisiequiz De Slimste Mens ter Wereld, waar ze met negentien opeenvolgende deelnames een nieuw record vestigde. In de eindfinale haalde ze de tweede plaats achter sportpresentator Aster Nzeyimana.
In februari 2025 won ze de Ensor voor de beste acteerprestatie voor haar hoofdrol in de film Holy Rosita. Op 8 februari 2025 werd Daphne Agten bekroond met de Vlaamse mediaprijs Kastaar! voor mediapersoonlijkheid van het jaar.

## Filmografie
- The Glorious Peanut (2018) – als Griet
- Mijn vader is een Saucisse (2021) – als vrouw in wachtzaal
- De man uit Rome (2023) – als landlady
- Holy Rosita (2024) – als Rosita
- Astro (kortfilm, 2024) – als Emily[29]
- Door dik en dun (animatiefilm, 2024) - stemrol[30]

## Theater
- Gilgamesh (2022) – als Gilgamesh
- Penthesilea (2024) – bij Internationaal Theater Amsterdam[3]

## Prijzen en nominaties
De belangrijkste:
| Jaar | Prijs     | Categorie                             | Media         | Uitslag  |
| ---- | --------- | ------------------------------------- | ------------- | -------- |
| 2025 | Ensor     | Beste acteerprestatie hoofdrol - film | Holy Rosita   | Gewonnen |
| 2025 | Kastaars! | Mediapersoonlijkheid van het jaar     | Vlaamse media | Gewonnen |